# Горинська волость
Горинська волость — історична адміністративно-територіальна одиниця Кременецького повіту Волинської губернії Російської імперії. Волосний центр — село Горинка.
Наприкінці ХІХ ст. волость було ліквідовано, поселення увійшли до складу Білокриницької (Колосова), Борецької (Катербург, Підгайці), Борсуківської (Великі та Малі Вікнини, Кушлин, Янківці), Вишнівецької (Горинка, Залісці) волостей.
Станом на 1885 рік складалася з 30 поселень об'єднаних у 10 сільських громад. Населення — 7250 осіб (3601 чоловічої статі та 3649 — жіночої), 486 дворових господарств.
|                     | Площа, десятин | У тому числі орної, дес. |
| ------------------- | -------------- | ------------------------ |
| Сільських громад    | 8030           | 6185                     |
| Приватної власності | 3054           | 1578                     |
| Казенної власності  | 34             | 19                       |
| Іншої власності     | 326            | 229                      |
| Загалом             | 11444          | 8011                     |

Основні поселення волості:
- Горинка — колишнє власницьке село при річці Горинь за 12 верст від повітового міста, 750 особа, 85 дворів, православна церква, каплиця, школа, постоялий будинок, черепичний і винокурний завод. За 5 верст — поташний завод.
- Залісці — колишнє власницьке село, 1580 осіб, 173 двори, православна церква, каплиця, школа.
- Катербурґ — колишнє власницьке містечко, 176 осіб, 21 двір, православна церква, костел, синагога, єврейський молитовний будинок, 28 лавок.
- Колосова — колишнє власницьке село, 160 осіб, 18 дворів, каплиця.
- Кушлин — колишнє власницьке село при річці Горинь, 572 особи, 74 двори, православна церква, постоялий будинок.
- Малі Вікнини — колишнє власницьке село при річці Самець, 290 осіб, 40 дворів, каплиця, постоялий будинок, водяний млин.
- Вікнини — колишнє власницьке село при річці Самець, 750 осіб, 101 двір, православна церква, каплиця, школа, 2 постоялих будинки.
- Підгайці — колишнє власницьке село, 462 особи, 51 двір, православна церква, постоялий будинок, водяний млин.
- Янківці — колишнє власницьке село, 331 особа, 41 двір, православна церква, постоялий будинок, водяний млин.